# Rabštejn (Hanušovická vrchovina)
Rabštejn (804 m n. m.) je kopec v Hanušovické vrchovině, 6 km severně od obce Oskava a 12 km východně od města Šumperk.

## Ochrana přírody
Vrcholová část a významná část svahů jsou chráněny jako přírodní rezervace Rabštejn, ev. č. 1526. Důvodem ochrany jsou jednotlivé lesní porosty s přirozenou stavbou dřevin v jedlobukovém vegetačním stupni podhůří Hrubého Jeseníku. Oblast spravuje AOPK ČR Správa CHKO Jeseníky.

## Hrad Rabštejn
Na vrcholu se nachází zbytky gotického hradu Rabštejn, nejvýše položeného moravského hradu.